# Hamid Samadi
Hamid Samadi (pers. حمید صمدی) – irański zapaśnik w stylu klasycznym. Zajął trzecie miejsce na mistrzostwach Azji w 1992, piąty w 1996, szósty w 1995 roku.